# Rhinobatos leucorhynchus
Rhinobatos leucorhynchus és un peix de la família dels rinobàtids i de l'ordre dels rajiformes.

## Morfologia
Pot arribar als 62,5 cm de llargària total.

## Reproducció
És ovovivípar.

## Distribució geogràfica
Es troba a les costes centrals del Pacífic oriental: des de Mèxic fins a l'Equador.